# クアナ・パーカー
クアナ・パーカー（英: Quanah Parker、1840年代後半-1911年2月23日）は、19世紀後半のアメリカ・インディアンの指導者である。コマンチェ族インディアン酋長ペタ・ノコナとヨーロッパ系アメリカ人女性シンシア・アン・パーカーの息子であり、クァハディ・コマンチェ族最後の酋長になった。

## 青年時代から指導者へ
クアナ・パーカーの母、シンシア・アン・パーカー（1827年頃生まれ-1870年）は、1830年代にテキサス東部に入植した大家族パーカー家の一員だった。1836年に今日のテキサス州グロースベックに近いパーカー砦へのコマンチェ族の襲撃時に同族によって捉えられた。ナドゥア（見つかった者）というインディアンの名前を与えられ、コマンチェ族ナコナ・バンドに養われた。その後、コマンチェ族戦士でメキシコ人捕虜だったノコニー（別名ターコンネアーペアー、白人からはペタ・ノコナと呼ばれた）と結婚した。クアナ・パーカーは最初に生まれた息子だった。他にも息子ペコス（ペカン）と娘トプサナ（プレーリー・フラワー）が生まれた。1860年、シンシア・アン・パーカーはピース川の戦いの時に、ローレンス・S・ロスが指揮するテキサス・レンジャーズに捕獲された。ロスの部隊が攻撃したとき、ペタ・ノコナやクアナ・パーカーなど男性の多くは狩りに出ていた。彼等は戻ってきて戦闘の跡を見付け、生き残った者が少なかったので何が起こったか情報を得るのが難しかった。一方シンシア・アンは元の白人の家族の元に戻ったが、コマンチェ族と長年過ごしたために別の人格になっていた。しばしば夫の元に戻してくれるよう要求したが、その許可は得られなかった。トプサナが1863年に病気で死んだ後、シンシア・アンは食を断って1870年に死んだ。
ピース川の戦いから間もなく、ペタ・ノコナはやけになり、冷酷な男になったと言われた。後にアパッチ族に対する襲撃時に負傷した。既に健康を害し、古傷にも悩まされたペタ・ノコナは間もなく死んだ。その生前にクアナに、母が白人から捕まえてきた者であることを伝えた。この事実が明らかになったことでクアナは混血であると種族の他の者から蔑まれるようになった。ノコナの死によりそのバンドは分裂した。クアナはデスタンユカ・バンドに加わり、ワイルドホース酋長がクアナを庇護下に置いた。クアナは戦士としてかなり優れたものになったが、デスタンユカ・バンドの中では居心地が悪かった。クアナはバンドを離れて、他の種族の戦士と共にクァハディ（アンテロープを食べる人）・バンドを形成した。クァハディ・バンドは数が増えてコマンチェ族のバンドの中では最大となり、しかも最も悪名高くなった。クアナはクァハディ・バンドの指導者となり、数年間はバンドに属する者達をうまく率いていた。
1867年10月、クアナはメディシンロッジでコマンチェ族の酋長達と会った。クアナはオブザーバーの立場だったので発言しなかったが、メディシンロッジ条約に署名しないことについては態度を明らかにした。他のバンドが署名する中で、クアナのバンドだけは自由だった。
1870年代初期、平原インディアン達はその土地を巡る戦闘に敗れていた。カイオワ族酋長のサタンク、アドーエッタ（ビッグツリー）およびサタンタ（ホワイトベア）が捕まえられた後、カイオワ族、コマンチェ族およびシャイアン族は合同して何度か戦った。アメリカ軍のラナルド・S・マッケンジー大佐が派遣されて、居留地に入らないインディアンをすべて根絶するように命令された。
1874年、テキサス州のパンハンドル地区で、イサタイという名のコマンチェ族予言者が各部族を呼び集めて、数人のバッファローハンターが活動しているアドビウォールズを襲わせた（第二次アドビウォールズの戦い）。クアナはカイオワ族の酋長ビッグボーと共に1隊の戦士を率いた。この戦闘でクアナは2発の弾を受け、死ぬ寸前までいった。

## 居留地
クァハディ・コマンチェ族は食料源が枯渇し、軍隊からは常に圧力を受けていたので、1875年に遂に降伏しオクラホマの南西部にある居留地に移動した。オクラホマのキャッシュにあったクアナの家はスターハウスと呼ばれた。ステイクト平原すなわちリャノ・エスタカード（スペイン語で「柵で囲まれた平野」）の部族では居留地に入った最後のバンドだった。居留地ではクアナが全コマンチェ族の酋長に指名され、強力で、才覚があり有能な指導者になった。クアナは投資に関しても賢明であり、おそらく当時のアメリカで最も裕福なインディアンになった。クアナは白人文化の多くを取り入れ、白人にも尊敬された。セオドア・ルーズベルト大統領と狩猟旅行に行ったこともあった。それでもネイティブ・アメリカン教会運動の勧める一夫一婦制や伝統的なプロテスタントのキリスト教を拒否した。クアナには5人の妻と25人の子供がおり、ネイティブ・アメリカン教会を設立した。息子の一人ホワイト・パーカーはメソジスト教会の牧師になった。
今日クアナ・パーカとして知られる者は、姓が不明な場所、時、文化から出てきた。人の識別は1つの言葉、この場合は「クアナ」だけで良かった。クアナの家族の口承では、クアナとはコマンチェ語で「鷹」を意味する「クウィナイ」が英語風になまったものだということである。
クアナは鷹のような戦士かつ指導者であり、その人々を南部平原での自由な生活から新しい囚われの秩序の中に適応させるときのビジョンを持っていた。コマンチェ族の鷹とテキサス州の牛追いとの間に育った親交は、それに相応しい注意を引くことのなかった歴史の一部である。

## クアナ・パーカーとサミュエル・バーク・バーネット
クアナ・パーカーとサミュエル・バーク・バーネットの家族間に育った特異な友情の物語は、パーカー家からバーネット家に渡った文化的所産の姿に表されている。クアナの戦いの槍ほど重要な文化遺産の贈呈は軽々しく成されるものではなかった。それはバーネット家がクアナ家から見られていた高い尊敬の明らかな印だった。クアナとサミュエル・バーク・バーネットおよびその息子トム・バーネットとの間に交わされた書簡はこれら伝説の人物の間に存在した相互の称賛と尊敬の関係をはっきりと映し出している。
1875年以前のクアナが若いときについてはほとんど知られていない。1850年頃のいずれかの時点で、クアナはコマンチェ族戦闘派酋長ペタ・ノコナの息子としてこの世に生を受けた。クアナの母シンシア・アン・パーカーは1836年5月19日にテキサス共和国ナバソタ川の水源にあったパーカーの砦に向けられた悪名高い襲撃の時に捕まえられた。シンシア・アンは掴まったときに9歳であり、直ぐにコマンチェ族の生活様式に染まった。
クアナはペタ・ノコナとシンシア・アンの間に生まれた3人の子供の総領だった。シンシア・アンがコマンチェ族の家族と共に25年間過ごした後の1860年12月18日、ピース川沿いノコニ宿営地にあったテキサス・レンジャーズの攻撃で白人に取り返された。シンシア・アンは悲しみに打ちひしがれ、夫や息子と別れたことで不機嫌だったという。捕まえられた時に幼い娘「プレーリー・フラワー」が一緒だったが、それから3年以内に死んだ。シンシア・アンは何度かコマンチェ族の家族の元に帰ろうとし、苦悶の年月を過ごした後で、1870年に死んだ。
テキサス・レンジャーズはノコニ宿営地への襲撃時にペタ・ノコナを殺したと報告したが、クアナに拠れば、襲撃があって母が捕まえられたときに彼とその父は遠くに出ていたので、事実ではなかった。クアナは数年後にカナディアン川の堤で父の埋葬を手伝ったとも言っていた。
歴史の記録では1874年6月27日にアドビウォールズでバッファロー・ハンター達を攻撃した時にクアナが居たとされるまで、クアナの半生はほとんど知られていない。この頃、クアナはアパッチ族との交流があったということを示す断片的な情報が残っている。
この交流は疑いもなくペヨーテの親交を得ることに関係しており、その結果クアナはアパッチ族の女を妻にした可能性がある。この同盟は短命に終わった。証拠として残っている精妙なアパッチ族の服、袋および杖はクアナの青年時代を偲ぶ名残である。
バッファローがほとんど絶滅に近くなり、アメリカ陸軍の襲撃のために馬や住み処を大きく失い、1875年5月下旬から6月初旬の間にシル砦にコマンチェ族クァハダ（アンテロープ）・バンドを連れて行くことになった。このことで南部平原における自由な遊牧的生活が終わりを告げ、囚われの生活に対する適応の始まりとなった。
バーク・バーネットは1874年にテキサス州南部、現在のウィチタ・フォールズ近くに牛を追っていき、そこで1881年に牧場の本拠を設立した。テキサスでは変わりやすい天候と厳しい干魃のために草地が枯れ死んでしまった。バーネットと他の牧場主達がコマンチェ族やカイオワ族と会合を開き、オクラホマのレッド川の直ぐ北、居留地内の100万エーカー (4,000 km2) 近い土地を借りることになった。
クアナはその生涯で「白人の土俵」で多くの調停を行うことになった。その1つの例がコマンチェ族の土地で放牧する権利に関することだった。元々クアナはその同時代人の多くと似て、イギリス人の放牧のために部族の土地を開放することに反対だった。しかし、その立場を変えて、直ぐにチャールズ・グッドナイトやバーネット家のようなテキサスの牛追い達の多くと親密な関係を持つようになった。
1880年にはすでにこれら新しい仲間とともに自身の牛の群れを持つようになった。1884年、クアナの尽力が大きく貢献してコマンチェ族、カイオワ族およびアパッチ族の土地での放牧権に対して初めて「草」の使用料が払われることになった。クアナとバーネット家の絆が強くなったのがこの時期だった。
バーネットは賃借が終わるまでに一万頭の牛を飼うようになった。バーネットのインディアンの権利に対する感情は強いものであり、彼らに対する尊敬の念は誠実なものだった。別の牛飼い王がインディアンと厳しい土地と戦って帝国を築いたところで、バーネットはコマンチェ族のやり方を学び、土地への愛情とインディアンとの友情をその家族にも伝えた。コマンチェ族はバーネットに対する尊敬の印として彼らの言葉で「マサスタ」、すなわち「ビッグ・ボス」という名前を贈った。
クアナは白人の生活様式に適応してオクラホマでも裕福な牧場主になったことでアメリカ政府指導者の尊敬も勝ち得た。クアナの広々とした2階建てのスター・ハウスには、7人の妻とその子供達それぞれに寝室があった。自分には個人的な居室があったが、むしろ質素な方だった。そのベッドの側には母シンシア・アンと妹プレーリー・フラワーの写真があった。クアナのもてなし振りはコマンチェ族指導者にもてなされたことのある多くの影響力ある人々に良く知られていた。インディアンにしろ白人にしろ、クアナを訪問した人々の中でも良く知られた牛飼いであるチャールズ・グッドナイトは面白いことにポーチで寝ることを好んだ。
クアナの白人の知り合いの中ではバーク・バーネットを最良の者に数えていた。「私は良き友人を得た、バーク・バーネットは心が大きく富める牛飼いだ。私の部族に良い扱いをしてくれる。偉大な男は金にしがみついて死ぬことを恐れるものだ。バーネットは誰でも助けてくれる」と言ったということである。
その後の27年間はこの特別な友情に対して大変多くの歴史的出来事が起こることになった。クアナの大きな家であるスターハウスがその地位を現す反転した白い星を付けていることはバーク・バーネットの努力に大いに帰することができる。フォートワースでのファットストック・ショーやその他の公的行事で多くの戦士と共にクアナが登場したことはバーネットの特別の要請によるものだった。展示されている「パレード」の槍はこれら大衆の集まりの時にたいていクアナが持っていたものだった。
セオドア・ルーズベルト大統領と行ったオオカミ狩りはクアナとバーネット家が共有した特に良く知られた出来事の一つだった。クアナの母と幼い妹の遺骸をテキサスからオクラホマに移したとき、その最終的な墓所を記すために必要な花こう岩の墓石を購入するのを手伝ったのがバーネットだったことはあまり知られていない事実である。

## 死
著作家ビル・ニーリーは次のように書いている。
クアナは1911年2月23日に死んだ。シル砦の墓地の母と妹の側に埋葬された。その墓石には次のように書かれている。
Resting Here Until Day Breaks（夜が明け）
And Shadows Fall and Darkness（影ができて）
Disappears is（暗闇が消えるまでここに眠るのは）
Quanah Parker Last Chief of the Comanches（コマンチェ族最後の酋長クアナ・パーカーである）
Born 1852（1852年生まれ）
Died Feb. 23, 1911（1911年2月23日没）

## ネイティブ・アメリカン教会運動の設立

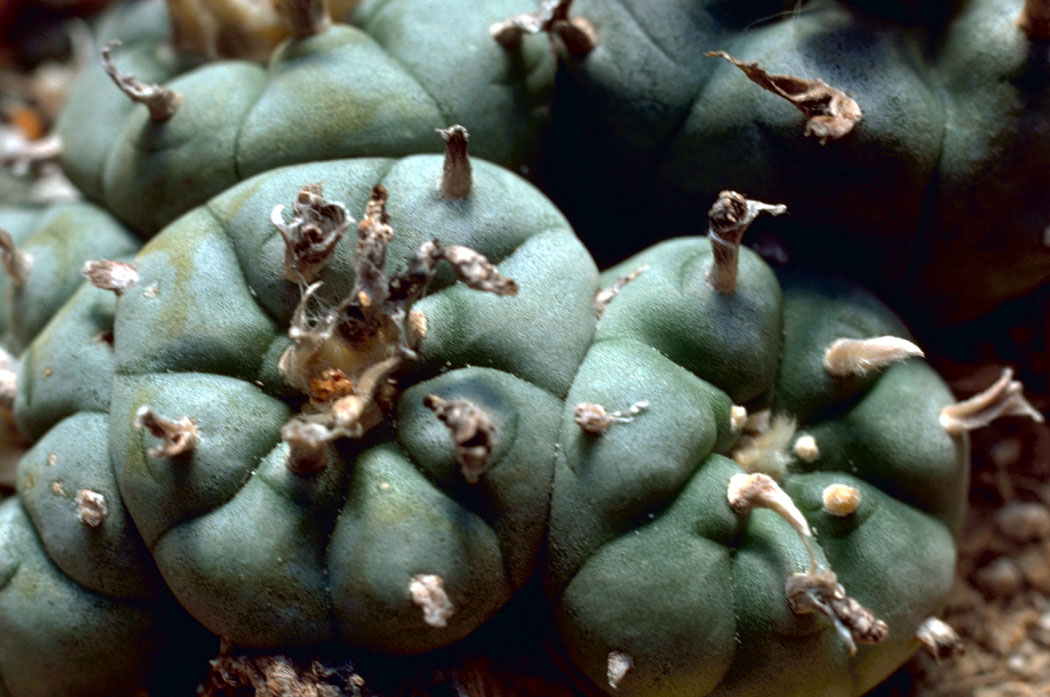
野生のペヨーテ

クアナ・パーカーはネイティブ・アメリカン教会運動の最初の偉大な指導者達の一人とされている。クアナはテキサス州南部で雄牛に突かれた後で、ペヨーテ信仰を採用した。この事件はテキサスにいる母の兄弟ジョン・パーカーを尋ねているときのことであり、重傷を負った。その傷からの高熱の始まりと戦う為にメキシコ人クランデラ（祈祷師）が呼ばれ、治療のために新鮮なペヨーテから強いペヨーテ茶を準備した。クアナがペヨーテに関わるようになったのはこの出来事からだった。ペヨーテはホルデナインとチラミンを含み、そのフェニルエチルアミン・アルカロイドが組み合わせて摂取されたときに自然の強力な抗生物質として機能すると報告されている。
クアナはこの神聖なペヨーテという薬品がインディアンに与えられた聖なるものであり、伝統的ネイティブ・アメリカン教会の薬品儀式において霊的交わりを行う時に水と共に使用すべきと教えた。クアナはペヨーテの儀式では「半月」様式を提唱した。後にネイティブ・アメリカン教会運動の初期にクアナと同じ時期に広範に旅したカド・デラウェア族インディアンジョン・ウィルソンによって紹介されたカド族の影響により、オクラホマでは「十字」儀式が行われた。ネイティブ・アメリカン教会は末日聖徒教会以外ではキリスト教に基づく最初の真に「アメリカの」宗教だった。
ネイティブ・アメリカン教会の精神性に関するクアナの最も有名な教えは次のようなものだった。
インディアンの歴史で現代の居留地時代は、パーカーとウィルソンの努力の結果として、北アメリカとカナダの中のインディアン部族と文化の事実上全てによってネイティブ・アメリカン教会とキリスト教を普遍的に採用したことで始まった。しかし、ペヨーテ信仰とネイティブ・アメリカン教会は北アメリカ・インディアン文化の伝統的宗教習慣ではなかった。この信仰はクアナの指導で推進され、古代よりペヨーテを使っていたメキシコと他の南部部族の影響で推進された。クアナの指導の下に、ペヨーテは重要な交易品となり、クアナの教会運動や政治と財務上の接触先と組み合わされて、クアナの生涯に莫大な富をもたらした。

## 批判
クアナは部族の文化を保存した者として部族の者の多くに称賛されたが、コマンチェ族社会の中では批判もあった。多くの者は、クアナが後年にその牧場主としての人格でコマンチェ族の様式よりもアメリカ人的に服を着て生活しており、「白人に売り渡した」と主張した。クアナは当時の他のコマンチェ族の大半よりも白人の多くのやり方を採用したが、常にその髪を伸ばし三つ編みにしていた。またアメリカ人の結婚習慣に従うことを拒んだ。それに従っておれば、その妻の内4人を離縁しなければならなかっただろう。
コマンチェ族の間のもう一つの論点は、クアナが部族の民全体によって一度も酋長に選ばれたことはなかったということである。伝統的にコマンチェ族の酋長は一人ではなかった。コマンチェ族の様々なバンドがそれぞれの酋長を持っており、一人の人間が全部族を代表することはなかった。しかし、それも他の多くのことと同様に居留地時代に変化した。

## 家族
クアナの祖父はアイアンジャケット酋長であり、スペインの鎖かたびらを着けて、その息で弾丸を吹き飛ばす力があったと言われる強力な酋長としてコマンチェ族の間で有名だった。
クアナの最初の妻はウィーキーであり、コマンチェ族酋長イェローベアの娘だった。彼女は別の戦士と結婚していた。クアナとウィーキーが駆け落ちし、他にも戦士たち数人を連れて行った。クアハディ・バンドの大集団が作られたのはこの小集団からだった。イェローベアがこのバンドを追跡し、最終的にクアナと仲直りし、2つのバンドが統合されてコマンチェ族の中でも最大の部隊が作られた。
それから時を経てクアナは他に4人の妻を持った。子供は全部で25人いた。テキサス北部やオクラホマ南部の多くの者がクアナの子孫だと主張している。コマンチェ族は他のどの酋長よりもクアナと関係があると言われてきた。孫の一人は現代の酋長にあたるコマンチェ族の議長になった。
クアナは居留地に移動した後、まずその白人の親戚に接触した。数週間その親戚のところに留まり、英語と西洋文化を学び、白人の農業技術を覚えた。
後年、テキサス州の牛追いチャールズ・グッドナイトと文通を行った。グッドナイトは読み書きのできない人だったが、妻に口述筆記させ、クアナに送付させた。

## 家族の再会と儀式
クアナ・パーカー協会は毎年家族の再会と儀式を行っている。この行事には通常テキサス州クアナの聖地への巡礼、オクラホマ州キャッシュの「スター・ホーム」へのツアー、シル砦墓地での晩餐と慰霊祭、ゴード・ダンス、パウワウが行われる。この行事は公開されている。

## 記念と栄誉
- テキサス州ハードマン郡の郡庁所在地クアナ市はクアナ・パーカーに因んで名付けられた。クアナ・パーカー・インがその町のアメリカ国道287号線沿いにある。

クアナの町を設立するときに、クアナ・パーカーは次の様な声明を発した。
- テキサス州モンタギュー郡ノコナの町はクアナの父、コマンチェ族酋長のペタ・ノコナに因んで名付けられた。
- 1962年にできたオクラホマ州立大学の学生寮パーカー・ホールはクアナ・パーカーに因んで名付けられた。1962年から1990年まで学部生を収容していた。2003年までは男女の優等生を収容し、その後は優等生でなくても収容するようになった。
- オクラホマ州南部を通るクアナ・パーカー・トレイルウェイ（州道62号線）はパーカーに因んで名付けられた。
- テキサス州ハッチンソン郡ボージャーにあるハッチンソン郡歴史博物館にはパーカーと第二次アドビウォールズの戦いに関する展示がある。
- 1958年12月10日、テレビで全国放映された『マッケンジーの襲撃者達』では、俳優ビクター・ランディンがクアナを演じ、他にリチャード・カールソンが出演した。